# 케난 카라만
케난 카라만(튀르키예어: Kenan Karaman, 1994년 3월 5일 ~ )는 튀르키예의 축구 선수로, 현재 독일 분데스리가의 FC 샬케 04에서 스트라이커로 뛰고 있다.